# Caumont (Tarn-et-Garonne)
Caumont é uma comuna francesa na região administrativa de Occitânia, no departamento de Tarn-et-Garonne. Estende-se por uma área de 15,22 km². Em 2010 a comuna tinha 336 habitantes (densidade: 22,1 hab./km²).